# Midnight Club II
Midnight Club II (с англ. — «Полночный клуб 2») — видеоигра в жанре аркадных авто- и мотогонок, разработанная студией Rockstar San Diego и изданная компанией Rockstar Games для игровых приставок PlayStation 2 и Xbox и для PC-совместимых компьютеров под управлением Windows в 2003 году. За русскую локализацию гоночной аркады была ответственна компания «1С-СофтКлаб». 4 января 2008 года Midnight Club II была переиздана в сервисе Steam. С марта 2013 года игра была доступна в разделе «PS2 Classics» сервиса PlayStation Network для консоли PlayStation 3. Midnight Club II является продолжением Midnight Club: Street Racing и второй игрой серии Midnight Club.
Как и в предшественнике, в Midnight Club II присутствуют два режима — «Аркада», в котором игрок может свободно участвовать в гонках в одиночном или многопользовательском вариантах, предварительно настроив условия соревнований, и «Карьера», в котором представлена сюжетная линия, где главный герой участвует в нелегальных заездах, стремясь получить статус лучшего уличного гонщика. Действие игры происходит в трёх реальных городах мира — Лос-Анджелесе, Париже и Токио, по которым предоставлена свобода передвижения. По мере прохождения игры становятся доступными новые автомобили и мотоциклы, достающиеся игроку от поверженных соперников. Для каждого транспортного средства характерны его особые способности, помогающие игроку в прохождении гонок.
Midnight Club II была анонсирована в 2002 году. Благодаря успеху Midnight Club: Street Racing на PlayStation 2, команда разработчиков Angel Studios решила создать сиквел, включив в него различные нововведения, например онлайн-игру. Midnight Club II получила положительные отзывы от игровой прессы. Большинство журналистов хвалили проработанные города, разнообразие режимов и многопользовательскую онлайн-игру, но подвергали критике уровень сложности и графику. В 2005 году было издано продолжение — Midnight Club 3: DUB Edition.

## Игровой процесс
Режим свободного вождения и пример карты города
Midnight Club II представляет собой аркадную гоночную игру, выполненную в трёхмерной графике. Как и предшественник, Midnight Club: Street Racing, сиквел сосредотачивается на уличных гонках. По городам игры — Лос-Анджелесу, Парижу и Токио — предоставлена свобода передвижения. Присутствует смена времени суток (ночь, утро, сумерки) и погодных условий (ясно, дождь, туман). По дорогам разъезжают машины, а по тротуарам идут пешеходы, которых можно сбить; улицы и дорожная обстановка индивидуальны для каждого города.
Основным режимом в игре является «Карьера» (англ. Career), в котором главному герою, управляемому игроком, следует пробиться в лидеры среди уличных гонщиков из команды «Midnight Club». В этом режиме по городам разъезжают уличные гонщики, каждого из которых можно вызвать на гонку. Для этого игроку необходимо мигнуть одному из них фарами, после чего ехать за ним на место начала первого заезда серии состязаний, не отдаляясь на большое расстояние. Помимо игрока и основного, вызванного на состязание, соперника, одновременно соревноваться могут ещё другие участники, а в некоторых случаях игрок проезжает маршрут в одиночку. В гоночных заездах необходимо проезжать контрольные точки в определённой последовательности, но в некоторых гонках игрок волен проезжать их в любом порядке. В том или ином случае для того, чтобы победить, нужно проехать раньше соперников все контрольные точки, последняя из которых всегда является финишем. Некоторые заезды подразумевают прохождение за ограниченное время, которое увеличивается при проезде контрольных точек. В большинстве заездов присутствует полиция, и если машина игрока или его соперника проедет мимо полиции, то она начинает преследование с включённой сиреной и проблесковыми маячками. Полиция, помимо прочего, может вызывать себе на помощь дополнительные автомобили, выстраивать из них заграждения, а также использовать вертолёт с прожектором для облегчения обнаружения нарушителей. Кроме того, в некоторых заданиях нужно вместе с соперником поначалу скрыться от полиции и только после этого доехать до финиша, или наоборот, остановить соперников путём столкновения с ними, управляя полицейской машиной. Если игрок победит во всех гонках и заданиях серии, то получит транспортное средство поверженного соперника, а в некоторых случаях новое транспортное средство можно получить и после частичного прохождения серии состязаний.
В режиме «Аркада» (англ. Arcade) игрок может вновь участвовать в пройденных гонках, настраивая их условия (например, интенсивность дорожного движения и количество соперников), либо просто свободно ездить по городам. В этом режиме для некоторых типов игры предусмотрены усилители: на дорогах города, в котором проходит состязание, могут присутствовать капсулы, содержащие дополнительные возможности, например «импульс» (раскидывает противников в стороны) или «щит» (защищает транспортное средство). В «Аркаде» ещё есть несколько типов игры, недоступных в «Карьере». В «Круговых» (англ. Circuit) гонках нужно проехать несколько кругов по условно замкнутому маршруту и первым доехать до финиша; если победить во всех гонках этого типа в каждом городе, то игроку станет доступным полицейский автомобиль соответствующего города. У типа «Битва» (англ. Battle) есть две отдельные разновидности — «Захват флага» (англ. Capture the Flag) и «Бомба» (англ. Detonate). В «Захвате флага» нужно подобрать флаг и доставить его к финишу, причём противники могут отобрать флаг, врезавшись в транспортное средство с флагом, а выигрывает тот, кто доставит флаг до финиша определённое количество раз, либо тот, кто доставит больше флагов за определённый лимит времени. «Бомба» — схватка за бомбу, которая, в отличие от флага, не может переходить с машины на машину. Чтобы противник не доставил её к финишу, нужно повредить его машину, причём атакующие могут узнать количество повреждений машины с бомбой по индикатору над ней. Игра заканчивается, когда выйдет время или один из игроков наберёт установленный счёт, то есть побеждает тот, кто большее количество раз доставил бомбу к финишу. В игре имеется редактор гонок, позволяющий создавать соревнования с различными маршрутами и условиями. Многопользовательская игра представлена режимами с технологией разделённого экрана и игрой по локальной сети или через интернет до восьми игроков. После какого-либо заезда в игре можно просмотреть его повтор.
У каждого автомобиля и мотоцикла в игре присутствуют различные технические характеристики, например, максимальная скорость и количество впрыска нитро. Для каждого из транспортных средств также можно выбрать один из четырёх цветов. По мере прохождения режима «Карьера» для машин и мотоциклов открываются различные приёмы и способности, например нитро, перераспределение веса или другие, позволяющие значительно облегчить прохождение последующих сложных гонок. У каждого транспортного средства во время вождения есть возможность использования клаксона. У полицейских машин, помимо прочего, можно в любой момент включить или выключить проблесковые маячки и СГУ. При столкновениях автомобили и мотоциклы получают повреждения, тяжесть которых показывается на соответствующем индикаторе. Если все ячейки повреждений на индикаторе заполнятся, то транспортное средство остановится или взорвётся и через несколько секунд восстановит своё первоначальное состояние; при столкновении с бензоколонкой на автозаправочной станции автомобили и мотоциклы сразу выходят из строя. При падении в достаточно глубокий водоём гонка считается проигранной, а свободная поездка по городу прерывается (далее игрок может начать её заново или закончить игру). Помимо этого, если игрок выведет транспортное средство из строя во время погони, то он будет арестован, из-за чего заезд придётся начинать заново. Если автомобиль перевернётся, то через несколько секунд он восстановится на колёса, но без устранения повреждений. На мотоциклах легче маневрировать и проезжать среди плотного городского трафика, однако они менее устойчивы к столкновениям: при сильном ударе персонаж слетает с мотоцикла и только через несколько секунд вновь оказывается на нём.

## Персонажи
Во время прохождения режима «Карьера» игроку предстоит столкнуться с различными гонщиками из команды «Midnight Club», каждый из которых наделён уникальным характером, краткой биографией и стилем вождения. Перед началом гонки и по её завершении проигрывается видеоролик, в котором у персонажа на фоне своего автомобиля озвучены его мысли, а затем обращение к игроку.
Ниже приведён список персонажей и актёров, которые их озвучивали.
| Персонаж                | Актёр озвучивания       |
| ----------------------- | ----------------------- |
| Энджел (англ. Angel)    | Адам Уайли              |
| Гектор (англ. Hector)   | Армандо Риеско          |
| Мозес (англ. Moses)     | Джордан Гелбер          |
| Джина (англ. Gina)      | Лейна Джульет Уэбер     |
| Стивен (англ. Steven)   | Анслем Ричардсон        |
| Диего (англ. Diego)     | Джон Доман              |
| Дайс (англ. Dice)       | Роберт Джексон          |
| Мария (англ. Maria)     | Мелисса Деланей ДеВалле |
| Примо (англ. Primo)     | Стелио Саванте          |
| Блог (англ. Blog)       | Ричи Костер             |
| Джевел (англ. Jewel)    | Соледад Пертьер         |
| Джулия (англ. Julie)    | Малайа Ривера Дрю       |
| Ян (англ. Ian)          | Марк Грей               |
| Фарид (англ. Farid)     | Хантер Платин           |
| Овен (англ. Owen)       | Доминик Хоксли          |
| Парфайт (англ. Parfait) | Сабрина Будо            |
| Стефан (англ. Stephane) | Марк Форгет             |
| Рикки (англ. Ricky)     | Эндрю Пэнг              |
| Шинг (англ. Shing)      | Бёрч Ван                |
| Никко (англ. Nikko)     | Чарли Чив               |
| Зен (англ. Zen)         | Ясу Судзуки             |
| Кеничи (англ. Kenichi)  | Ёси Амао                |
| Хейли (англ. Haley)     | Алисса Дин              |
| Ичиро (англ. Ichiro)    | Ясу Судзуки             |
| Макото (англ. Makoto)   | Кэн Кэнсэй              |
| Саво (англ. Savo)       | Виталий Баганов         |
| Примечания: 1. 2.       |                         |

## Разработка и выход игры
| Системные требования    | Системные требования                         | Системные требования                         |
| ----------------------- | -------------------------------------------- | -------------------------------------------- |
|                         | Минимальные                                  | Рекомендуемые                                |
| Windows                 |                                              |                                              |
| ОС                      | 2000/XP                                      | 2000/XP                                      |
| ЦПУ                     | Pentium III (800 МГц) или AMD-эквивалент     | Pentium IV (1,8 ГГц) или Athlon XP           |
| Объём ОЗУ               | 128 Мб                                       | 256 Мб                                       |
| Место на диске          | 1.4 Гб                                       | 1.5 Гб                                       |
| Информационный носитель | CD, DVD                                      | CD, DVD                                      |
| Видеокарта              | DirectX 9.0 с 32 Мб памяти или её эквивалент | DirectX 9.0 с 64 Мб памяти или её эквивалент |
| Звуковая плата          | Аудиокарта, совместимая с DirectSound        | Аудиокарта, совместимая с DirectSound        |

После успеха Midnight Club: Street Racing для игровой приставки PlayStation 2 команда разработчиков Angel Studios в 2002 году принялась за разработку сиквела для той же платформы. В ноябре того же года студия была приобретена издателем игры, компанией Rockstar Games, и была переименована в Rockstar San Diego. В ходе разработки проект сохранил основные черты предшественника — уличные гонки и полицейские погони в реальных городах, но при этом были внесены изменения в сохранённые элементы и добавлены нововведения. Так, в отличие от предыдущей части, в Midnight Club II убрали скрытые объекты коллекционирования в городах, открывающие доступ к новым автомобилям, но появился новый вид транспорта — мотоцикл (таким образом, Midnight Club II стала первой игрой, в которой в гонках одновременно используются и автомобили, и мотоциклы), а также различные специальные возможности для транспортных средств, например «быстрый старт» и «езда на двух колёсах». Кроме того, в продолжении появились полнофункциональная онлайн-игра, поддерживающая до восьми человек, новые режимы, а также редактор, позволяющий создавать свои собственные гоночные соревнования.
Анонс игры состоялся 16 мая 2002 года. В тот день стало известно о некоторых особенностях проекта и его сюжета, а также о местах действия — городах Лос-Анджелес, Париж и Токио. Было сказано, что по городам так же, как и в предшественнике, будет предоставлена полная свобода передвижения, благодаря чему можно, например, срезать путь во время гонки и быстрее добраться до контрольной точки. Как и Midnight Club: Street Racing, сиквел разработан на движке Angel Game Engine (AGE), однако создатели значительно расширили возможности и усовершенствовали его, благодаря чему смогли достичь более высокого качества графики и визуальных эффектов, а в моделях каждого из автомобилей использованы около пяти тысяч полигонов и более реалистичные повреждения при столкновениях, с отлетающими деталями. В ноябре 2002 года были подтверждены версии для платформ компании Microsoft — консоли Xbox и персональных компьютеров (ПК) под управлением Windows (таким образом, Midnight Club II впоследствии стала единственной частью серии, вышедшей для персональных компьютеров). В связи с разным техническим оснащением, версии для разных платформ имеют между собой некоторые различия в качестве графики, звука и функционала, например, портированные версии для Xbox и ПК отличаются более высокой кадровой частотой (приблизительно до 60 кадров в секунду), поддержкой широкоформатного разрешения и прогрессивной развёртки, по сравнению с оригинальной версией для PlayStation 2 (которая, помимо прочего, работает с кадровой частотой приблизительно до 30 кадров в секунду и с менее объёмными эффектами освещения), а также на каждой из платформ используется различная технология воспроизведения многоканального звука (Dolby Pro Logic II и DTS Interactive — на PlayStation 2, Dolby Digital — на Xbox, и Dolby Surround — на ПК). Midnight Club II демонстрировалась на выставке E3 2003.
Города игры, по словам работавших над Midnight Club II дизайнеров, были воссозданы так, чтобы игроки в первую очередь могли получить удовольствие от исследования различных участков и скрытых путей. Это было сделано для того, чтобы повысить темп и скорость прохождения гонок, но при этом было уделено внимание достоверности, достопримечательностям и известным улицам, воссозданным в соответствии с реальными прототипами, например Бульвар Санта-Моника в Лос-Анджелесе и Эйфелева башня в Париже. Важной задачей для разработчиков являлось воссоздание реалистичных и разнообразных эффектов освещения в каждом городе при разных времени суток и погоде. Транспортные средства так же, как и в предшественнике, не являются лицензированными моделями, однако разработчики хотели преподнести игрокам такие автомобили и мотоциклы, управление которых сбалансировано между реализмом и доступностью; сами автомобили в игре были основаны на реальных прототипах моделей, созданных специально для уличных гонок, и имеют определённые детали (например, тормоза), лицензированные реальными производителями запчастей, такими как AEM, Enkei Wheels, Inc. и другими. Многопользовательская онлайн-игра создавалась таким образом, чтобы игроки получили максимальную свободу действий в открытом мире и множество режимов.
На протяжении более двух лет мы работали без остановок, чтобы Midnight Club II обеспечивала непревзойдённый опыт с точки зрения открытого, нелинейного гоночного действия и достаточно простой, самой быстрой гоночной игры, когда-либо созданной. Благодаря разросшейся городской среде, более чем 30 транспортным средствам и увлекательным, захватывающим онлайн-режимам, Midnight Club II настроена на переопределение гоночного жанра.
Оригинальный текст (англ.)For over two years, we have worked non-stop to ensure that Midnight Club II delivers an experience unmatched in terms of open-ended, non-linear racing action and quite simply, the fastest racing game ever created. With sprawling urban environments, over 30 vehicles, and engaging, immersive online modes, Midnight Club II is set to redefine the racing genre.Дэн Хаузер, вице-президент Creative
Изначально Midnight Club II должна была выйти 11 февраля 2003 года на PlayStation 2 и весной того же года — на Xbox и для Windows, потом выпуск был перенесён на март (PlayStation 2) и апрель (Xbox и Windows), однако в конечном итоге выпуск состоялся 8 апреля 2003 года в Северной Америке и 2 мая в Европе на PlayStation 2. Первоначально игре был присвоен возрастной рейтинг «M» (17+) от организации Entertainment Software Rating Board (ESRB) в Северной Америке из-за натуралистических сцен графического насилия (игрок может давить пешеходов), но позже он был снижен до «T» (13+). Версия для Xbox вышла 3 июня того же года в Северной Америке и 20 июня в Европе, а для Windows — 1 июля в Северной Америке и 11 июля в Европе. Распространением игры в России, странах СНГ и Восточной Европы занималась компания «Софт Клаб». С 4 января 2008 года версия Midnight Club II для Windows была доступна в Steam. 9 октября 2009 года Windows-версия была локализована компанией «1С-СофтКлаб», которая выпустила игру с русскими субтитрами. В мае 2012 года Rockstar Games устроили бесплатную раздачу цифровой копии Midnight Club II всем желающим игрокам в Steam. С марта 2013 года PS2-версия Midnight Club II была доступна на консоли PlayStation 3 для покупки в сервисе PlayStation Network в разделе «PS2 Classics».

## Музыка

Обложка музыкального альбома Midnight Club II Soundtrack Sampler

В Midnight Club II использован лицензированный саундтрек от различных исполнителей и групп, таких как Alpinestars («Jump Jet»), Felix Da Housecat («Silverscreen (Shower Scene)» и «Sequel 2 Sub»), Тома Бангальтер («Extra Dry», «Outrun» и «Turbo») и других. Разные композиции в игре звучат в зависимости от того, с каким из гонщиков проходит состязание и в каком городе находится игрок: в Лос-Анджелесе преобладают музыкальные треки в жанре хип-хоп, в Париже — электро, а в Токио — транс. Для экранов меню использованы отдельные композиции. Сменять треки можно во время езды, выбирая следующую или предыдущую песню. Версия игры для персональных компьютеров имеет поддержку пользовательской музыки.
На выставке E3 2003 посетители получали в подарок компакт-диск с альбомом Midnight Club II Soundtrack Sampler, который включает в себя шесть музыкальных треков, часть из которых использована в игре.
| №                   | Название            | Исполнитель         | Длительность |
| ------------------- | ------------------- | ------------------- | ------------ |
| 1.                  | «Blue Owl»          | Art of Trance       | 6:33         |
| 2.                  | «Stealth»           | Art of Trance       | 5:19         |
| 3.                  | «Northern Lights»   | Conscious           | 6:15         |
| 4.                  | «Rococco»           | Kansai              | 5:57         |
| 5.                  | «Mosquito»          | Art of Trance       | 4:50         |
| 6.                  | «Madagascar»        | Art of Trance       | 6:10         |
| Общая длительность: | Общая длительность: | Общая длительность: | 35:04        |

## Оценки и мнения
| Сводный рейтинг       | Сводный рейтинг       | Сводный рейтинг       | Сводный рейтинг       |
| Издание               | Оценка                | Оценка                | Оценка                |
| Издание               | PC                    | PS2                   | Xbox                  |
| --------------------- | --------------------- | --------------------- | --------------------- |
| GameRankings          | 84,88 %               | 85,85 %               | 87,45 %               |
| Game Ratio            | 81 %                  | 87 %                  | 86 %                  |
| Metacritic            | 81/100                | 85/100                | 86/100                |
| MobyRank              | 80/100                | 86/100                | 83/100                |
| Иноязычные издания    |                       |                       |                       |
| Издание               | Оценка                | Оценка                | Оценка                |
| Издание               | PC                    | PS2                   | Xbox                  |
| 1UP.com               |                       | B+                    | A                     |
| AllGame               | [ 52 ]                | [ 53 ]                | [ 54 ]                |
| CGW                   | 3,5/5                 |                       |                       |
| CVG                   |                       | 7/10                  |                       |
| Edge                  | 5/10                  | 5/10                  | 5/10                  |
| EGM                   |                       | 8,83/10               | 8,5/10                |
| Eurogamer             |                       | 9/10                  | 8/10                  |
| Game Informer         |                       | 9/10                  | 9/10                  |
| GamePro               |                       | [ 63 ]                | [ 64 ]                |
| GameRevolution        |                       | B                     |                       |
| GameSpot              | 7,2/10                | 7,3/10                | 7,9/10                |
| GameSpy               | [ 11 ]                | [ 68 ]                | [ 69 ]                |
| GameZone              | 8,4/10                | 9/10                  | 9,2/10                |
| IGN                   | 8,8/10                | 9,1/10                | 8,8/10                |
| OPM                   |                       | 5/5                   |                       |
| OXM                   |                       |                       | 9,3/10                |
| PALGN                 |                       | 6/10                  |                       |
| PC Gamer (UK)         | 82/100                |                       |                       |
| PC Gamer (US)         | 88/100                |                       |                       |
| Play (UK)             |                       | 4/5                   |                       |
| TeamXbox              |                       |                       | 4,2/5                 |
| XboxAddict            |                       |                       | 90 %                  |
| Русскоязычные издания |                       |                       |                       |
| Издание               | Оценка                | Оценка                | Оценка                |
| Издание               | PC                    | PS2                   | Xbox                  |
| Absolute Games        | 70 %                  |                       |                       |
| «Домашний ПК»         | [ 82 ]                |                       |                       |
| «Игромания»           | 7,5/10                |                       |                       |
| «Страна игр»          | 8/10                  | 8/10                  | 8/10                  |
| Награды               |                       |                       |                       |
| Издание               | Награда               | Награда               | Награда               |
| GameSpy               | Editors’ Choice Award | Editors’ Choice Award | Editors’ Choice Award |
| IGN                   | Editors’ Choice Award | Editors’ Choice Award | Editors’ Choice Award |
| TeamXbox              | Editors’ Choice Award | Editors’ Choice Award | Editors’ Choice Award |

Игра была преимущественно положительно воспринята прессой. На сайте Metacritic Midnight Club II имеет среднюю оценку 86/100 в версии для Xbox, 85/100 для PlayStation 2 и 81/100 для ПК. Схожая статистика опубликована на GameRankings: 87,45 % для Xbox, 85,85 % для PlayStation 2 и 84,88 % для ПК. Из достоинств игры обозреватели отметили динамичный геймплей, проработанные города и многопользовательский режим, но критиковали высокий уровень сложности и слабо проработанную графику.

### Геймплей и сложность
Положительно рецензенты оценили геймплей. Критики часто сравнивали Midnight Club II с фильмом «Форсаж». Обозреватель сайта Eurogamer Кристан Рид был под впечатлением от нелинейного подхода к прохождению каждой гонки и большого количества разнообразных возможностей транспортных средств, таких как, например, езда на двух колёсах и управление в полёте («около 15 часов мы [рецензенты] не могли оторваться от игры»). Дугласс Перри, представитель ресурса IGN, отметил сходство игрового процесса Midnight Club II с предшественником, однако в продолжении он описан как «более глубокий, быстрый и с лучшим дизайном трасс». Рецензент сайта Game Revolution Ангела Коннор отнесла к плюсам большое количество режимов и похвалила динамичные гоночные соревнования. Джефф Герстман (GameSpot) среди достоинств отметил режим «Аркада», а редактор трасс был назван им «приятным дополнением». Обозреватель GameSpy, Брайан Уильямс, высоко оценил механику гонок и отличную реиграбельность. Критик сайта GameZone Луис Бедиган написал, что Midnight Club II «отлично подойдёт поклонникам бешеных скоростей, а также тем, кто любит автомобили, уличные гонки и просто хорошие игры». Представитель сайта Absolute Games под ником Nomad заметил, что «карьерный» режим элементарен («в программе нашего пребывания значатся исключительно гонки»), однако позитивно оценил динамику и разнообразие дополнительных видов заездов. Журналист Алексей Бутрин («Игромания») в своём обзоре отнёс к достоинствам «гипердинамичные» и увлекательные гонки, а также многочисленные бонусы. Представитель «Страны игр», Анатолий Норенко, также похвалил «потрясающий эффект погружения», благодаря ощущению скорости. Большое количество позитивных отзывов получила сетевая игра: критики хвалили разнообразие режимов (например, наличие «Capture the Flag»), поддержку восьми игроков и функцию чата; тем не менее отмечались такие минусы, как недоработанный онлайн-интерфейс и нестабильная работа серверов.
Неоднозначные мнения оставили критики о сложности прохождения игры. Перри в своём обзоре заметил, что уровень сложности гонок варьируется от умеренного до высокого, вследствие чего игроку порой нужно делать от пяти до десяти попыток, чтобы победить в заезде. Герстман неодобрительно отнёсся к некоторым аспектам, таким как «сумасшедшая физика», интеллект соперников (обозреватель отметил, что гонщики постоянно находятся «на хвосте» у игрока) и открытые трассы, которые игроку надо проехать несколько раз, прежде чем он сможет запомнить наиболее удачный маршрут. Уильямс отнёс уровень сложности к недостаткам, который, по его мнению, собьёт с пути многих игроков, однако он был под впечатлением от того, насколько хорошо управляются автомобили и мотоциклы, написав: «Конечно, игра нереалистична, но я ни разу не чувствовал, что контроль над моей машиной виноват в том, что я не побеждал в гонке, — это просто сводилось к моим развивающимся навыкам вождения». Схожие проблемы описывал в своей рецензии Nomad. По его мнению, Midnight Club II создана для узкого круга ценителей, которые любят «бешеные скорости» и «головокружительные полёты»: «„Хардкорная автоаркада для людей с хорошей реакцией“ — вот истинное определение жанра Midnight Club 2». Бутрин отметил довольно высокую сложность прохождения заездов, в ходе которых трудностей доставляют ориентирование на местности, соперники и сумасшедшие скорости: «…самые лёгкие заезды выигрываются со второй-третьей попытки, сложные — с двадцатой-тридцатой». Норенко писал, что соперники умеют удивлять непредсказуемостью, из-за чего события каждый раз развиваются по-разному. Положительно к сложности Midnight Club II отнёсся Бедиган, который отметил, что игрокам даётся экстремальный, но не дешёвый вызов: соперники знают все маршруты, хорошо уклоняются от транспорта и практически не попадаются полиции, но также могут и совершать ошибки, что делает их схожими с реальными игроками.

### Города и графика
Позитивные отзывы получил дизайн городов Midnight Club II. Рид среди положительных сторон игры отметил наличие трёх городов, каждый из которых наполнен скрытыми маршрутами. Герстману понравились «приятные, большие города», а к достоинствам открытого мира была отнесена возможность проезжать контрольные точки в гонках несколькими путями, что добавляет больше разнообразия их прохождению. Перри похвалил большее, чем в предшественнике, количество скрытых путей, трамплинов и секретов в городах. Коннор заметила, что города довольно большие и очень хорошо спроектированы, а также имеют большое количество объектов взаимодействия, например сбиваемые столбы и стеклянные двери. Схожее мнение оставил Бедиган, который охарактеризовал города в Midnight Club II как «огромные» и позитивно отнёсся к возможности свободной поездки по их улицам. Уильямс назвал дизайн уровней «одним из самых красиво оформленных», приведя в пример добросовестное воссоздание ключевых достопримечательностей городов, например Международного аэропорта Лос-Анджелеса и Лувра. Положительный отзыв о городах оставил критик Скотт Алан Марриотт на сайте AllGame: были отмечены их большие размеры, узнаваемые достопримечательности и возможность свободно исследовать улицы, не отвлекаясь на гоночные состязания. «Сами гонки проходят в крупнейших мегаполисах мира — Лос-Анджелесе, Париже, Токио — каждый из которых имеет свою специфику и требует индивидуального подхода к вождению», — написал Бутрин о городах игры. Nomad отметил, что города в Midnight Club II выглядят вполне узнаваемо и похвалил их большую площадь, благодаря которой можно потратить час-полтора на исследование каждой территории, «рассматривая урбанистические панорамы и разыскивая партизанские „шорткаты“, знание которых поможет во время заездов». Норенко понравился различный дизайн каждого из городов и отличная проработка достопримечательностей.
Разносторонние оценки получила графическая составляющая игры. Перри отметил, что графика стала лучше по сравнению с Midnight Club: Street Racing, но она не самая лучшая в играх на PlayStation 2; к достоинствам обозреватель отнёс хорошие частицы, более детализированные текстуры и отражения. Герстман похвалил довольно качественные и разнообразные текстуры, неплохие модели автомобилей (однако ему хотелось бы видеть в Midnight Club II лицензированные транспортные средства) и эффекты частиц, но к недочётам отнёс слабо проработанный свет фар и отвлекающий эффект размытия при использовании нитро. Норенко отметил возросшую, в сравнении с предшественником, детализацию текстур, особенно в Париже и Токио, хотя и моделям авто недостаёт полигонов. Высоко качество графики оценил Бедиган: «Потрясающие отражения, отличные повреждения автомобилей и восхитительное освещение в реальном времени — это всего лишь три из многих чудес, которые вы увидите в этой игре». По мнению же большинства других рецензентов, графика в Midnight Club II не очень впечатляет и является главным недостатком игры — среди негативных сторон были выявлены невнятные текстуры, плохая модель освещения, серые тона и так далее. Рид отметил такие недостатки графики, как «угловатые» машины и нехватку деталей на задних фонах. Коннор, несмотря на отлично выглядящие города, критиковала модели транспортных средств, которые хоть и продемонстрировали улучшение по сравнению с предшественником, но по-прежнему нуждаются в доработке. Nomad заметил такие негативные стороны графики, как «блеклые текстуры домов-коробок» и «плохонькую» модель освещения. «После красочного Need for Speed: Hot Pursuit 2 пейзажи Midnight Club II навевают смертную тоску», — так высказался о графической составляющей Бутрин. Несмотря на отрицательные отзывы о графике, обозреватели единогласно были довольны стабильной частотой кадров даже при большом количестве машин и действий на экране.

### Звук и музыка
Мнения о звуковом оформлении игры разделились. Перри понравились звуковые эффекты, названные им «прекрасными», а в озвучивании были отмечены крики пешеходов и насмешки компьютерных соперников, которые при этом никогда не заходят слишком далеко. Похожее мнение оставил Герстман, который отнёс к достоинствам звуки двигателя, шин на разных поверхностях и закиси азота; обозревая озвучивание, представителю понравились голоса актёров и акцент персонажей, однако разочарование вызвали диалоги с их «стереотипным» сленгом. Уильямс охарактеризовал звуковые эффекты в аркаде как «достойные», а также похвалил поддержку Dolby Pro Logic II, которая добавляет немного качества к звуковой презентации. Марриотт дал звуковому сопровождению хорошую оценку, а его единственным недостатком назвал «досадное» озвучивание персонажей, которые оскорбляют игрока на протяжении всей гонки. Схожее мнение об озвучивании оставил Nomad, который отметил, что перед каждой гонкой игрок выслушивает «порцию дешёвых оскорблений». Рид, обозревая портированную версию игры для Xbox, отнёс к достоинствам поддержку гарнитур в сетевом режиме, благодаря чему игроки могут общаться друг с другом в реальном времени — до, во время и после гонок, однако функцию маскировки голоса он назвал «раздражающей» («к счастью, её очень немногие люди когда-либо использовали»). Рецензент сайта XboxAddict.com под ником Flood назвал звуковые эффекты игры достойными, однако ему не понравился ужасный и ненужный звук клаксона. Бутрин заметил, что с аудио-составляющей дела обстоят заметно лучше, чем с графикой: «Звуки, правда, не потрясают воображение, но в целом выполнены весьма неплохо: визг трущихся покрышек, скрежет кузовов по асфальту, звон бьющихся витрин и фонарей, стук колёс по брусчатке — всё это озвучено на твёрдую пятёрку». Противоречивый отзыв об озвучивании оставил Норенко: «бессвязная череда невнятных историй, рассказанная в произвольном порядке колоритными персонажами».
В основном негативные отзывы получило музыкальное сопровождение Midnight Club II. Перри счёл музыку скучной и разочаровывающей по сравнению с таковой в другой игре компании Rockstar Games — Grand Theft Auto: Vice City, что, однако, частично компенсируется возможностью изменять треки во время игры. Похожим образом саундтрек был раскритикован Герстманом: он заявил, что музыка немного разочаровывает, поскольку она больше подходит под стиль городов, чем к быстрому геймплею игры. Уильямс всё так же разочаровался в музыке, «поскольку это были простые техно и хип-хоп, которые [игроки] слышали не меньше миллиона раз». Рид был в недоумении от того, почему Rockstar не воспользовались жёстким диском Xbox и не включили возможность добавления пользовательских саундтреков, «поскольку выбор мелодий, которые мы можем сейчас слышать, время от времени становится очень раздражающим». По мнению Бутрина, музыка выполнена «на любителя» и понравится только горячим поклонникам электронного сити-рэпа и попс-хип-хопа. Однако не все критики отрицательно отозвались о музыке. Так, положительное мнение о музыкальном сопровождении оставил Марриотт, который отметил, что, хоть ни одна из песен в игре не является известной, всего есть более 30 музыкальных треков в стилях хаус и транс. Flood сказал, что представленные треки в стилях техно и хип-хоп действительно подходят для игры, но при этом заметил, что не всем людям они понравятся, в результате чего Midnight Club II не хватает поддержки пользовательской музыки. Стив Баттс (IGN), который обозревал портированную версию для Windows, тоже выразил в целом благосклонное отношение к музыкальному сопровождению: он написал, что, хоть «я не такой уж большой поклонник [саундтрека игры], музыка устанавливает здесь идеальный тон». Норенко также заметил, что хоть саундтреку Midnight Club II после Vice City может недоставать жанрового разнообразия, однако «бодрые композиции как нельзя лучше вписываются в атмосферу игры»

## Популярность и влияние
Midnight Club II стала второй частью серии игр Midnight Club. Игра стала коммерчески успешным проектом на всех платформах: в июне 2003 года Midnight Club II заняла 5-ю строчку чарта видеоигровых продаж, в том числе 3-ю строчку среди игр для Xbox, а по состоянию на декабрь 2007 года было продано 1,18 миллиона экземпляров игры. Midnight Club II получила награду «Выбор редакции» от таких изданий, как GameSpy, IGN и TeamXbox, и была номинантом на получение премии Spike TV Awards в категориях «Лучшая гоночная игра» и «Лучшая онлайновая игра». Midnight Club II также была номинантом на получение премии «Лучший симулятор/спорт» от редакции журнала «Игромания». 19 октября 2009 года редакция журнала Complex поместила Midnight Club II на 79-е место в списке «100 лучших видеоигр 2000-х». Издательством BradyGames выпускались книги, где содержалось руководство и дополнительная информация по игре. Многие возможности, появившиеся в Midnight Club II, такие как мотоциклы, специальные способности транспортных средств и онлайновая игра, использовались разработчиками в последующих частях франшизы. Некоторые ключевые особенности Midnight Club II, например использование в гонках как автомобилей, так и мотоциклов, впоследствии были реализованы в играх других компаний, таких как Test Drive Unlimited, Burnout Paradise и других.
В Midnight Club II впервые в серии были представлены города Лос-Анджелес и Токио. Первый впоследствии появился в качестве единственного города игры Midnight Club: Los Angeles для консолей Xbox 360 и PlayStation 3, где он, тем не менее, стал гораздо более проработанным и масштабным, и в Midnight Club: L.A. Remix для портативной системы PlayStation Portable, где Лос-Анджелес был непосредственно конвертирован из Midnight Club II и подвержен небольшим улучшениям. Токио же появился в Midnight Club 3: DUB Edition Remix для Xbox и PlayStation 2 и в Midnight Club: L.A. Remix, в которых также был немного доработан. Кроме того, Лос-Анджелес и основанные на нём города неоднократно использовались в других играх компании Rockstar Games, например, в серии Grand Theft Auto и в L.A. Noire.
Благодаря благосклонному приёму и хорошим продажам игры, в 2005 году вышло продолжение под названием Midnight Club 3: DUB Edition, в котором предоставлены три города — Сан-Диего, Атланта и Детройт, впервые в серии использованы зарабатываемые в заездах деньги, лицензированные реальными производителями транспортные средства, а также возможности их тюнинга и стайлинга. Во время создания разработчики консультировались с автомобильным журналом DUB Magazine касательно стиля игры. Midnight Club 3: DUB Edition была в основном позитивно встречена критиками, отметившими различные улучшения по сравнению с предыдущими частями серии.